# Jono Bacon

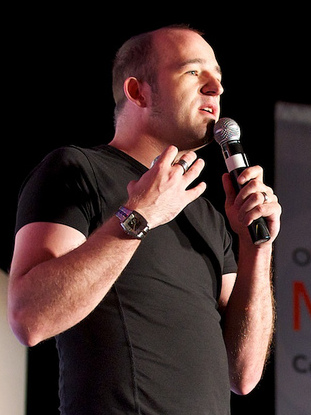
Jonathan Edward James Bacon

Jono Bacon es un escritor y desarrollador de software originario del Reino Unido, asentado en California. Bacon comenzó su trabajo con la comunidad de Linux cuando creó el sitio web británico de Linux, Linux UK. Cuando abandonó este proyecto pasó a unirse al equipo de KDE, donde creó el sitio web KDE::Enterprise y el KDE Usability Study. También ha estado involucrado ayudando a las organizaciones benéficas a usar software libre. Es un participante de Lugradio y sustenta el sitio web WolvesLUG. Además, ha creado una versión heavy metal de la Free Software Song.
Como periodista profesional, Bacon ha escrito para diversas publicaciones, entre ellas Linux User & Developer, Linux Format, Linux Magazine, MacTech, MacFormat y PC Plus.

## Música
Bacon es el vocalista y uno de los guitarristas de la banda de heavy metal Seraphidian. Su sitio web incluye algunas canciones que él ha grabado por separado, incluyendo la ya citada versión de la Free Software Song.
En 2008 comenzó un nuevo proyecto musical llamado Severed Fifth, con el que ha lanzado dos álbumes, Denied By Reign y Nightmares by Design.